# Lampruna strigifera
Lampruna strigifera là một loài bướm đêm thuộc phân họ Arctiinae, họ Erebidae.